# Gabriel Frisching (Bankier)

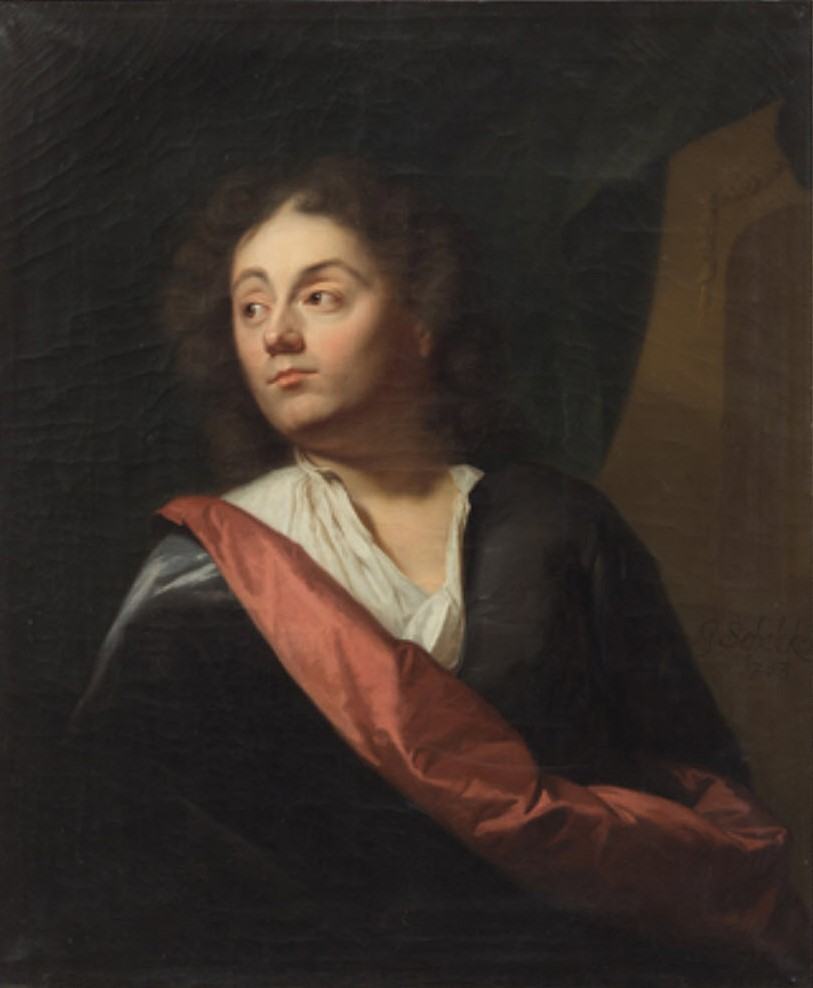
Gabriel Frisching, Porträt von Godefridus Schalcken (1703)

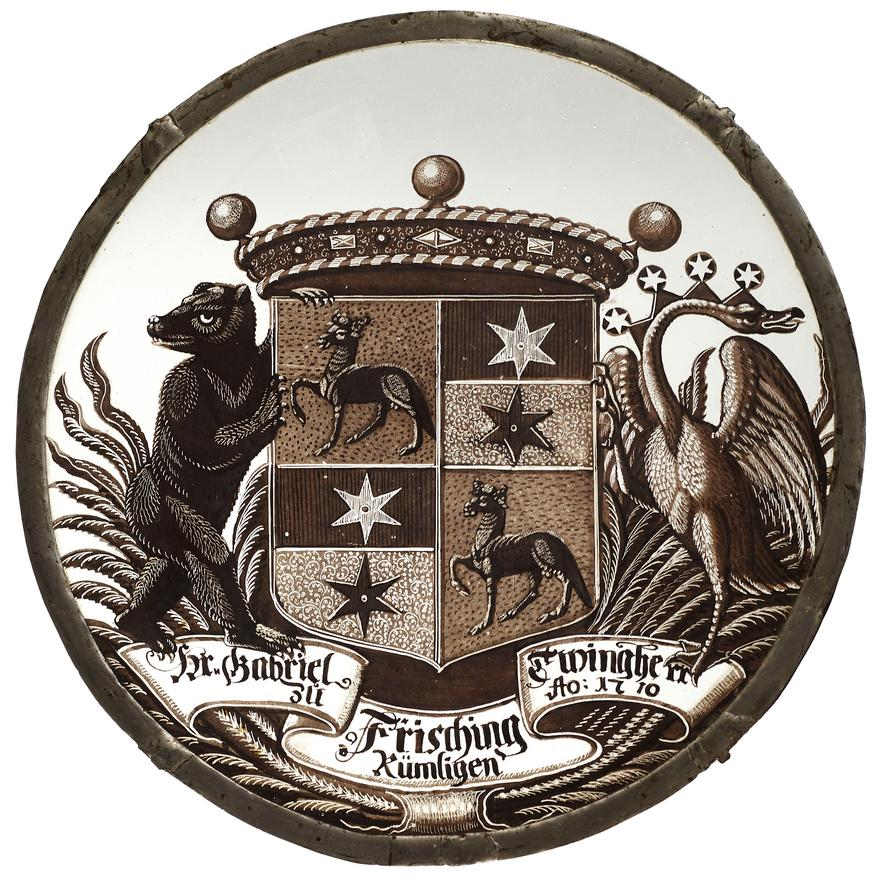
Grisaille-Scheibe Gabriel Frisching (1710)

Gabriel Frisching (16. Oktober 1666 in Bern – 10. Dezember 1741) war ein Berner Offizier und Bankier.

## Leben
Gabriel Frisching war der zweite von drei Söhnen des späteren Schultheissen Samuel Frisching und der Magdalena Weiss. Frisching war Hauptmann in holländischen Diensten, ab 1694 war er mit Anna Maria Stürler (von Serraux) verheiratet, mit der er drei Kinder hatte. Nach seiner militärischen Karriere wandte er sich der pietistischen Lehre zu, hielt lectiones publicas und weigerte sich 1699, den helvetischen Assoziationseid zu leisten. Ab 1702 gehörte er mit seinem Onkel Sigmund Weiss zu den Teilhabern der Bank Malacrida & Cie., die 1720 infolge der Berner Bankenkrise liquidiert wurde. Von seinem Vater hatte er einen Drittel der Herrschaft Rümligen geerbt, den er in Folge der Bankenkrise an seinen Bruder Samuel Frisching verkaufen musste.
Gabriel Frischings Tochter Susanna Margaretha Frisching (1700–1778) war mit dem späteren Schultheissen Albrecht Friedrich von Erlach verheiratet.